# Raymond Macherot
Raymond Macherot (* 30. März 1924 in Verviers; † 26. September 2008 ebenda) war ein belgischer Comicautor und -Zeichner.

## Leben
Macherot begann unter dem Pseudonym „Zara“ nach Ende des Zweiten Weltkrieges mit dem Zeichnen von Cartoons für die satirische Wochenzeitschrift Pan. 1953 schloss er sich dem Magazin Tintin an, für welches er zunächst Illustrationen und Titelzeichnungen erstellte. Im Jahr darauf entwickelte er die Figur des Gartenschläfers Chlorophylle (dt. zumeist als Anatol, angeblich eine „Brillenmaus“). 1959 folgte die Figur Clifton (auf Deutsch hauptsächlich Percy Pickwick) über einen britischen Geheimagenten im Ruhestand. Nach drei Episoden mit dieser Figur entschloss sich Macherot 1964, Tintin zu verlassen und zu Spirou zu wechseln. Die Rechte an Chlorophylle und Clifton verblieben beim Verlag Le Lombard, und beide Figuren wurden später von anderen Zeichnern wieder aufgenommen. Bei Spirou entwickelte er weitere Figuren wie die Katze Chaminou und die Maus Sibylline und arbeitete unter anderem zusammen mit René Goscinny, Raoul Cauvin, Yvan Delporte, Will sowie André Franquin. 1990 setzte sich Macherot zur Ruhe.